# Edoardo Di Somma
Edoardo Di Somma (Genova, 30 settembre 1996) è un pallanuotista italiano, attaccante del Ferencváros e della nazionale italiana.

## Carriera
Cresce nella Rari Nantes Bogliasco, squadra in cui hanno sempre giocato anche i due fratelli maggiori Roman e Alessandro. Con gli esordienti conquista il titolo di campione regionale nel 2009. Grazie alle ottime stagioni nel 2013-14 e nel 2014-15, con rispettivamente 25 e 29 reti messe a segno in campionato, viene venduto alla Pro Recco, che a sua volta, lo gira in prestito alla Sport Management con la quale conquista il secondo posto in Coppa LEN. Dopo un'altra stagione a Recco nel 2020 passa all'AN Brescia, con cui conquista lo scudetto nel 2021. Nel 2023 si trasferisce in Ungheria, al Ferencváros, aggiudicandosi già nel corso della prima stagione campionato, coppa nazionale e Coppa dei Campioni.

## Palmarès

### Club
- Campionato italiano: 2

Pro Recco: 2016-17
AN Brescia: 2020-21
- Coppe Italia: 1

Pro Recco: 2016-17
- Coppa d'Ungheria: 2

Ferencvaros: 2023, 2024
- Campionato ungherese: 2

Ferencvaros: 2024, 2025
- LEN Champions League: 2

Ferencvaros: 2023-24, 2024-25
- Supercoppa LEN: 1

Ferencvaros: 2024

### Nazionale
- Mondiali

Gwangju 2019: 
Budapest 2022: 
Doha 2024: 
- Europei

Zagabria-Dubrovnik 2024: 
- Coppa del Mondo

Los Angeles 2023: 
- World League

Strasburgo 2022: 